# Дюралюміній
Дюралюміній — торговельна марка одного з перших зміцнюваних старінням алюмінієвих сплавів. Основними легуючими елементами є мідь (4,4 %), магній (1,5 %), марганець (0,6 %). Алюміній становить 93,5 % за масою сплаву. Типове значення границі текучості становить 450 МПа, однак залежить від складу та термообробки.

## Назви

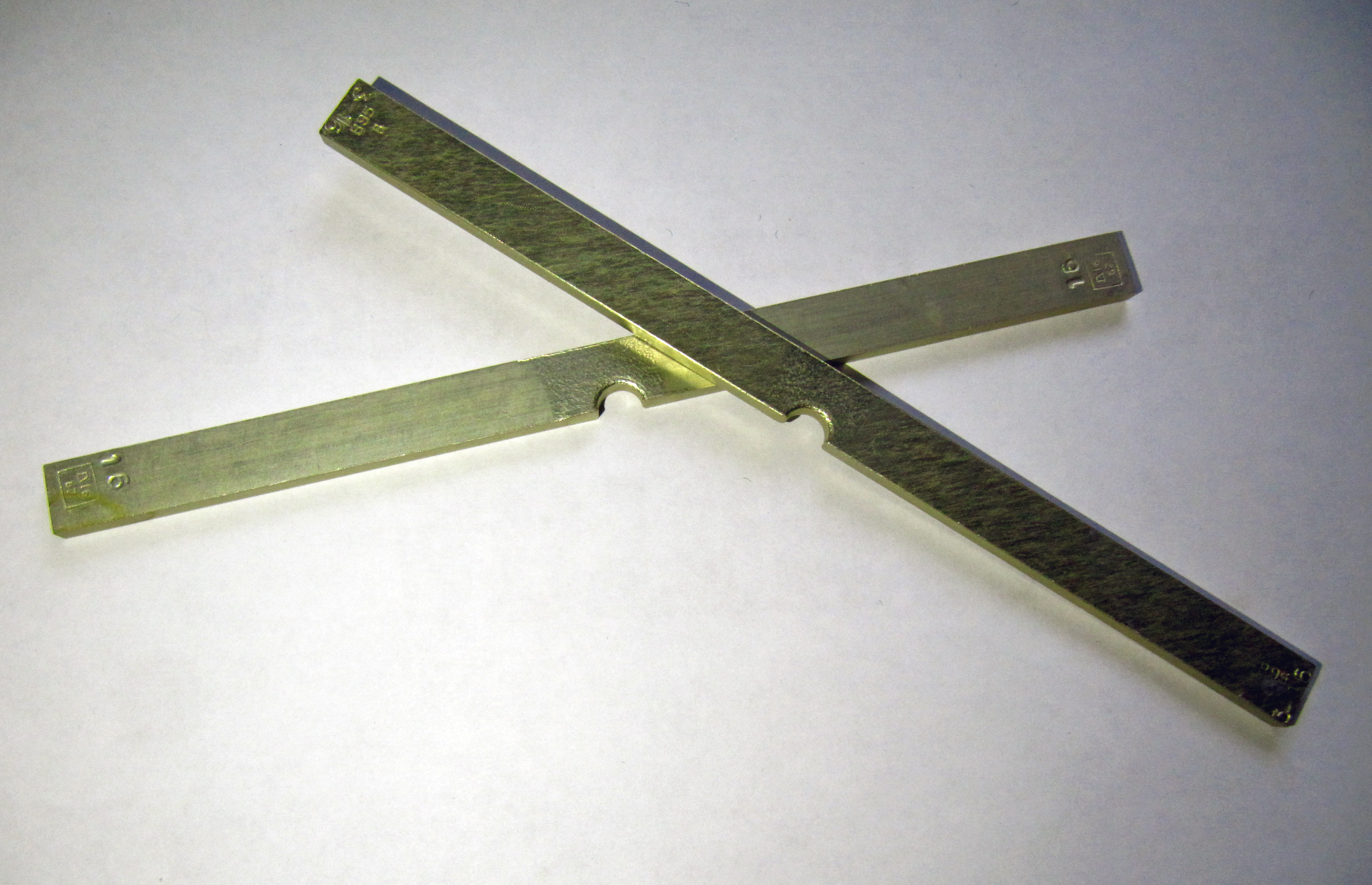
Тестові зразки для перевірки або демонстрації механічних властивостей матеріалів. Авіаційний алюміній Д-16 та В95. Покриття — Ан. Окс.

Фірмова назва дюраль (Dural®) набула переважно розмовного та професійно-жаргонного вжитку. Іноді зустрічається також стара (використовувана переважно до 1940-х років) форма дуралюміній та англозовані варіанти дуралюмін, дюралюмін, вкрай рідко також дураль. Назва походить від лат. durus — «витривалий». У 1909 р. було розпочато його промислове виробництво у німецькому місті Дюрен.
Дюралюміній розроблений німецьким інженером-металургом Альфредом Вільмом, співробітником металургійного заводу Dürener Metallwerke AG. У 1903 році Вільм встановив, що сплав алюмінію з додаванням 4 % міді після різкого охолодження (температура загартування 500 °C), знаходячись при кімнатній температурі протягом 4—5 діб, поступово стає більш твердим та міцнішає, не втрачаючи при цьому пластичності. Подальші експерименти зі сплавами цієї системи призвели до освоєння у 1909 р. заводом Dürener Metallwerke сплаву дюралюмінію. Виявлене Вільмом старіння алюмінієвих сплавів дозволило підвищити міцність дюралюмінію до 350—370 МПа порівняно з 70—80 МПа у чистого алюмінію. Розповсюджені у Європі (Швейцарія та Велика Британія) алюмінієві сплави марок Avional и Hiduminium є близькими за складом до дюралюмінію сплавами інших виробників.

## Властивості та застосування
Перше застосування дюралюмінію — виготовлення каркаса дирижаблів жорсткої конструкції, з 1911 року — більш широке застосування. Склад сплаву і термообробка у роки війни були засекречені. Завдяки високій питомій міцності дюралюміній, починаючи з 1920-х років, стає важливішим конструкційним матеріалом у літакобудуванні.
Густина сплаву 2 500—2 800 кг/м³, температура плавлення близько 650°C. Сплав широко використовується в авіабудуванні, при виробництві швидкісних потягів (наприклад потягів Сінкансен) та у багатьох інших галузях машинобудування (оскільки вирізняється істотно більшою твердістю, порівняно із чистим алюмінієм).
Після гартування з перенасиченням (нагрівання до температури прибл. 500 °C та швидкого охолодження у воді) утворюється перенасичений атомами Купруму твердий розчин Алюмінію і міцність сплаву збільшується за рахунок твердорозчинного зміцнення до значення границі міцності на розтяг близько 300 МПа. Після наступного старіння (природного за 20 °C упродовж декількох діб чи штучного за 190°C упродовж близько 10 годин) сплав зміцнюється до значення границі міцності близько 500 МПа.
Наразі сплави алюміній–мідь–магній з додатками марганцю відомі під спільною назвою дюралюміни. У їх число входять сплави таких марок: Д1, Д16, Д18, В65, Д19, В17, ВАД1. Дюралюміни зміцнюються термообробкою; піддаються, як правило, загартуванню і природному старінню. Характеризуються поєднанням високої статичної міцності (до 450—500 МПа) при кімнатній та підвищеній (до 150—175 °C) температурах, високою втомною міцністю та в'язкістю руйнування.
Недолік дюралюмінів — низька корозійна стійкість, вироби потребують ретельного захисту від корозії. Листи дюралюмінів, як правило, плакують чистим алюмінієм.